# Cantó de Nasat
El cantó d'Enesat és un cantó francès del departament del Puèi Domat, situat al districte de Riam. Té 11 municipis i el cap és Enesat.

## Municipis
- Chappes
- Chavaroux
- Clerlande
- Enesat
- Entraigues
- Martres-sur-Morge
- Saint-Beauzire
- Saint-Ignat
- Saint-Laure
- Surat
- Varennes-sur-Morge

## Història
| Data d'elecció                           | Identitat      | Partit                     | Qualitat |
| ---------------------------------------- | -------------- | -------------------------- | -------- |
| 1951-1964                                | Joseph Dixmier | CNIP                       |          |
| 1964-1988                                | Raoul Reynaud  | Divers droite, després UDF |          |
| 1988-                                    | Claude Boilon  | PS, després Divers gauche  |          |
| les dades anteriors no són pas conegudes |                |                            |          |
|                                          |                |                            |          |

## Demografia
| 1962  | 1968  | 1975  | 1982  | 1990  | 1999  | 2007  |
| ----- | ----- | ----- | ----- | ----- | ----- | ----- |
| 4.702 | 5.009 | 6.004 | 7.027 | 7.981 | 8.411 | 9.768 |